# 연극성 인격장애
연극성 인격장애(演劇性人格障礙) 또는 히스테리성 인격장애(histrionic personality disorder, HPD)는 지나치게 극적(劇的)이며 매우 흥분하기 쉽고 타인의 주목을 끄는 과장된 행동(attention-seeking behaviors)을 일삼아 연극을 하는 듯한 장애이다.
미국정신의학협회(American Psychiatric Association)에서는 성격장애(personality disorder)로 규정하며, 특징으로는 유아기부터 시작되는 과도한 관심추구(attention-seeking) 행동, 부적절한 성적 유혹(seduction), 인정에 대한 과도한 요구가 있다. 연극성 인격장애로 판단받는 사람들은 활발하고(lively), 극적이며(dramatic), 명랑하고(vivacious), 열정적이며(enthusiastic), 외향적이고(extroverted), 이성적으로 끌리기 쉬운(flirtatious) 성격이다.
연극성 인격장애는 인격장애의 극적 클러스터(dramatic cluster)이다. 연극성 인격장애는 관심 욕구가 높고, 시끄럽고 부적절한 외양을 만들며, 행동과 감정을 과장하고, 자극을 추구한다. 성적으로 도발적인 행동을 보이며, 인상적인 스타일을 통해 강한 감정을 표출하며, 타인에게 쉽게 영향받을 수 있다. 관련 특성으로는 자아중심주의(egocentrism), 쾌락주의(self-indulgence), 칭찬에 대한 지속적인 갈망, 자신의 바람을 이루기 위한 지속적인 조종행동(manipulative behavior)을 보인다.틀:Personality disorders sidebar

## 징후 및 증상
연극성 인격장애 환자는 사회적 직업적으로 수행능력이 뛰어나다. 이들은 사회적 기술이 좋지만, 이를 자신이 관심 대상이 되게끔 타인을 조종하는 것에 사용한다. 연극성 인격장애는 개인의 사회적 관계와 로맨틱 관계는 물론 상실이나 실패에 대한 대처 능력에도 영향을 준다. 이들은 로맨틱 관계나 기타 친밀관계가 끝나면 임상 우울 치료를 찾으려 할 수도 있다.
연극성 인격장애 환자들은 자신의 상황을 현실적으로 바라보지 못한다. 대신 이들은 자신의 어려움을 과장하거나 극적인 것으로 바라본다. 이들은 쉽게 질려 하고 좌절감을 마주하기 보다는 이로부터 회피하는 것을 선호하기에, 이직이 잦을 수 있다. 이들은 참신한 것과 흥분되는 것에 열광하기에 위험한 상황에 스스로를 던질 수 있다. 이런 모든 요소들은 임상 우울 발전의 위험을 크게 한다.
추가적인 특성은 다음과 같다.
- 과시적 행위(exhibitionist behavior)
- 안심이나 인정에 대한 끊임없는 추구
- 비판이나 거절에 대한 과도한 민감성
- 자신의 인격에 대한 자부심이 있고, 변화를 위협으로 간주하여 변화를 꺼려함
- 부적절하게 매혹적인 외모나 성적 행동
- 인위적인 신체 질병 증상이나 심리장애를 이용하여 주목을 모음
- 관심에 대한 갈망
- 좌절감이나 만족 지연(delayed gratification)에 대한 인내심이 낮음
- 타인에게 피상적으로 보이거나 과장된 정서 상태가 급격하게 바뀜
- 관계에 대하여 실제보다 더 친밀한 것으로 믿음
- 성급한 결정[2]
- 자신의 실패나 실망에 대한 책임을 타인에게 돌림
- 타인 특히 자신을 수용하는 사람에게 쉽게 영향받음
- 지나치게 극적이고 감정적임[4]
- 타인의 제안에 영향 받음[5]

연극적 기질(histrionic trait)이나 인격장애를 가진 사람들은 나이가 들어가면서 자신의 매혹 기술을 보다 모성이나 부성이 느껴지게 바꾼다.

### 연상기호
연극성 인격장애 성격을 기억하는데 사용하는 기억술(mnemonic)로는 "PRAISE ME"가 있다.
- Provocative (or seductive) behavior(도발적이거나 매혹적인 행동)
- Relationships are considered more intimate than they actually are(실제보다 더 친밀한 관계로 생각함)
- Attention-seeking(관심 추구)
- Influenced easily by others or circumstances(타인이나 환경의 영향을 쉽게 받음)
- Speech (style) wants to impress; lacks detail(말하기로 인상을 주려 하지만 디테일이 떨어짐)
- Emotional lability; shallowness(정서적 불안정성, 천박함)
- Make-up; physical appearance is used to draw attention to self(꾸미기, 신체적 외형을 자신에 대한 관심을 끄는데 사용)
- Exaggerated emotions; theatrical(과장된 정서, 연극조)

## 원인
연극성 인격장애 원인을 규명한 연구는 거의 없다. 직접적인 원인은 명확히 밝혀지지 않았지만, 여러 이론과 연구에서는 신경화학적, 유전적, 정신분석학적, 환경적 요인들의 복합적 원인을 들고 있다. 사치(extravagance), 허영(vanity), 히스테리로부터 나오는 매혹의 힘(seductiveness of hysteria)과 같은 특성은 연극성 인격장애 진단을 받은 여성과 비슷한 특성을 보인다. 연극성 인격장애는 15세까지는 완전히 발달하지 않지만 치료의 시작은 평균 40세부터 한다.

### 신경화학적/생리학적 원인
신경전달물질 기능과 연극성 인격장애와 같은 B클러스터 인격장애 사이의 연관성이 강하다는 것이 연구들을 통해 밝혀졌다. 연극성 인격장애 환자들은 신경전달물질인 노르에피네프린의 합성, 저장, 방출을 담당하는 노르아드레날린성 계통이 반응이 높다. 노르에피네프린 수치가 높으면 불안성향, 의존성, 높은 사교성을 보인다.

### 유전적 요인
쌍둥이 연구(twin study)는 유전성과 환경성 논쟁을 종결시키는데 일익한다. 오슬로대학(Oslo University) 심리학과가 수행한  한 연구에서는 유전자와 B클러스터 인격장애 간의 연관성을 지으려 하였다. 92쌍의 일란성 쌍둥이와 128쌍의 이란성 쌍둥이를 샘플오 한 연구에서, 연구자들은 DSM-III-R 인격장애용 구조화 임상 상담(Structured Clinical Interview for DSM-III-R Personality Disorders, SCID-II)을 이용하여 피실험자들과 인터뷰를 하였고, 그 결과 연극성 인격장애가 유전적이라는 연관성도가 0.67에 달하였다.

### 정신분석이론
과학적 증거가 없다는 비판이 있지만, 정신분석학이론에서는 부모 중 한쪽(주로 엄마) 혹은 양쪽이 권위적이거나 거리를 두는 태도를 취하면서 아이가 결코 만족시킬 수 없는 기대치에 기반한 조건적 사랑을 보이는 경우 연극성 인격장애의 원인이 될 수 있다고 지목한다. 정신분석을 통하여 지그문트 프로이트(Sigmund Freud)는 탐욕스러운 성격이 무조건적으로 사랑할 줄 알고 인지적으로 성숙할 수 있는 능력을 결여시키는 원인이며, 이러한 환자들은 정서적으로 얄팍하고 피상적이라고 보았다. 프로이트는 유년기에 가까운 친척이 사망하거나 부모의 이혼과 같은 트라우마적 경험이, 전념할 수 있는 깊은 관계에 대한 잘못된 인상을 심어주어 사랑을 하지 못하는 원인이 된다고 보았다. 유기나 사망으로 가까운 친구나 가족이 떠나간 트라우마성 사건에 노출되면 타인에 대한 진실하고 애정어린 애착을 형성할 수 없게 된다.

### 연극성 인격장애와 반사회성 인격장애
한 이론은 연극성 인격장애와 반사회성 인격장애 간의 관계를 설명한다. 연구에 의하면, 연극성 인격장애 환자의 2/3가 반사회성 인격장애 진단 기준과 유사한 기준을 충족하기도 한다. 이는 성 유형 표현에 기반한 두 장애가 같은 기저 원인을 공유한다는 것을 시사한다. 미디어에서 여성들은 끊임없이 성적으로 묘사되면서, 여성이 주목받을 수 있는 유일한 방법은 자신을 이용하는 것이며 매력이 충분치 않으면 연극적인 행동이 관심을 받는 방법이라는 사고를 심는다. 남성들은 여러 여성들을 꼬시기만 하면 되며 여성들에게 공감이나 동정심을 느낄 필요가 없다고 묘사된다. 남성들은 돈 주안(Don Juan) 같은 마초적 인물들을 롤모델로 삼아 자신을 드러내는 것도 주목받는 방법이 된다.
일부 가족사 연구에서는 연극성 인격장애는 물론 경계선 인격장애와 반사회성 인격장애는 가족 내력이지만 유전자 때문인지 환경요소 때문인지는 불분명하다고 본다. 두 사례는 모두 소인(predisposition)이 특정 인물들이 연극성 인격장애를 진단받는 원인에 관한 요인이 될 수 있다는 것을 보여주지만, 인격장애가 생물학적 화합물 영향을 받거나 유전된다는 것에 대해서는 알려져 있지 않다. 연극성 인격장애의 생물학적 자원을 규명하는 연구는 거의 이뤄지지 않았다.

## 진단
심리평가에 따라 외모, 행동, 병력은 진단을 내리기 충분하다. 진단을 확정하는 테스트는 없다. 진단기준은 주관적이기에 일부는 오진되기도 한다.

### DSM-5
정신질환 진단 및 통계 편람(Diagnostic and Statistical Manual of Mental Disorders)의 제5판(DSM-5)은 연극성 인격장애를 B 클러스터 유형의 인격장애로 분류한다.
과도한 정서성의 만연된 패턴과 관심 추구, 초기 성인기에 시작되며 다양한 상황에서 나타남, 다음 5개 이상 항목에 해당
- 관심의 중심에 있지 않는 상황에서 불편함을 느낌
- 타인과의 상호작용에서 적절하지 못하게 성적인 매혹이나 도발적 행동이 드러남
- 급격히 변하거나 피상적인 정서 표현
- 자기에게 주목을 끌기 위하여 끊임없이 외양을 이용
- 과도하게 인상을 주려 하거나 디테일이 부족한 말하기 스타일
- 자기극화(self-dramatization), 연극조, 과장된 정서 표현
- 타인이나 환경의 영향을 받기 쉬움
- 실제보다 더 친밀하게 관계를 느낌

DSM-5는 어느 한 특정 인격장애에 대한 진단도 일반적 인격장애 기준들을 충족시키기도 한다.

### ICD-10
세계보건기구의 ICD-10은 다음과 같이 규정한다.

인격장애는 다음과 같은 특성을 가진다
- 얕고 불안정한 정동성
- 자기극화
- 연극조
- 과장된 정서 표현
- 타인에게 영향받기 쉬움
- 자아중심적
- 방종
- 타인에 대한 배려 부족
- 쉽게 상처받음
- 감탄, 흥분, 주목을 계속 추구함

ICD-10은 여느 특정 인격장애의 진단이 일반 인격장애 진단기준을 충족시킬 것을 요구한다.

### 동반질환
연극성 인격장애 환자들은 대부분 정신질환을 가지고 있다. 흔한 동반증상은 다음과 같다: 반사회적 인격장애, 의존성 인격장애, 경계선 성격장애, 자기애성 인격장애, 주요 우울 장애, 불안 장애, 공황 장애, 신체이형장애, 거식증, 약물 사용 장애, 반응성 애착 장애 등의 애착장애.

### 밀론의 하위유형
테오도어 밀론(Theodore Millon)은 연극성 인격장애의 하위유형을 6개로 나누었다. 인격장애 환자는 다음 기준 중 하나만 해당하거나 전혀 보이지 않는다.
| 하위유형                                        | 묘사 | 인격 특질 |
| ----------------------------------------------- | --- | --- |
| 위로하는 연극성 인격장애(Appeasing histrionic)  | 의존성 인격장애와 강박장애 특성 포함                                                                                         | 문제점을 달래고 수리하고 진정시키고 완화하는 것 추구, 차이점을 완화시키고 양보•보상•인정을 통해 화를 가라앉히는 재주가 뛰어남. 칭찬을 위해 자기를 희생함, 달랠 수 없는 사람인데도 쓸데없이 이들을 위로함         |
| 명랑한 연극성 인격장애(Vivacious histrionic)    | 경조증 환자에게서 전형적으로 나타나는 에너지가 혼재하는 연극성 인격장애의 매혹성. 자기애성 인격장애 특성이 일부 보일 수 있음 | 활기차고, 매혹적이며, 명랑하고, 딱딱하며, 기백이 넘치고, 경솔하고, 충동적임. 순간적으로 기분이 좋아지거나 즐거움을 유발하는 모험을 추구함. 활기차고, 힘이 넘치며, 사기충천한.                                    |
| 격정적 연극성 인격장애(Tempestuous histrionic)  | 수동공격 인격장애(passive-aggressive personality disorder) 특성의 부정적 특징                                                | 충동적, 통제 불능, 불만이 많고 뾰루퉁함, 성급한 정서, 폭풍우처럼 격렬하고 열정적이며 쉽게 짜증내는, 주기적으로 격앙되고 사나움                                                                                   |
| 부정직 연극성 인격장애(Disingenuous histrionic) | 반사회성 인격장애(antisocial personality disorder) 특징                                                                      | 음흉한, 표리부동, 책략을 꾸미길 좋아함, 나쁜 일을 꾸미길 좋아함, 은밀한 계획을 모의하길 좋아함, 교활한, 신의 없는; 자아중심적, 진심 없는, 기만하는, 계산적인, 음험한                                             |
| 연극조 연극성 인격장애(Theatrical histrionic)   | 순수한 패턴의 변종 | 감정적인, 예의 바른, 속임수. 꾸미는 것은 매력적이고 눈길을 사로잡으며 생생함. 자기 외모를 팖. 정합적이고 연극무대 위에 있는 듯함. 바람직한/극적인 자세를 가장함                                                  |
| 영아적 연극성 인격장애(Infantile histrionic)    | 경계선 인격장애 특성 포함 | 불안정하고, 극도로 긴장하고, 변덕스런 정서; 어린이 같은 히스테리와 태어나면서부터의 부루퉁함. 요구가 많고, 몹시 긴장. 타인을 꽉 쥐거나 움켜집음. 지나치게 애착을 보임, 오래 붙잡고 있음, 융화되려 하고 들러붙는. |

## 치료
치료는 관계가 끝난 로맨틱 관계로 인하여 발생한 우울에 의하여 촉발되고는 한다. 약물치료는 영향을 거의 주지 못하지만 우울 등의 증상 완화에는 도움이 된다. 심리치료와 인지치료(cognitive therapy)가 있다.

### 상담 및 자기보고
일반적인 임상 종사자들의 인격장애 진단 및 평가에 있어, 비구조화 상담(unstructured interview)은 가장 유명하다. 그러나 실제 선호되는 방식은 반구조화 상담(semi-structured interview)인데, 비현실적이고 피상적일 수 있어서 실제로 잘 사용되지는 않는다. 반구조화 상담이 비구조화 상담보다 선호되는 이유는 반구조화상담이 보다 객관적이고 체계적이며 복제가 가능하고 종합적이기 때문이다. 비구조화 상담은 대중화되어 있긴 하지만 신뢰도가 낮으며 내담자의 잘못된 가정을 유도할 오류가 날 가능성이 크다.
반구조화 상담과 함께 가장 성공률 높은 방식은 자기보고 목록(self-report inventory)이다. 자기보고 목록은 연극성 인격장애에 있어 성격이나 자기표현(self-presentation), 자기상(self-image)에서 왜곡이 있을 수 있다는 단점이 있다.
이는 내담자들에게 자신이 연극성 인격장애 기준에 부합하는지 묻는 것만으로는 평가될 수 없다. 대부분의 투영 검사법(projective testing)은 자기에 대한 정확한 묘사를 제공하는 능력이나 의지에 거의 의존하지 않는다. 그러나 투영 검사법이 제한적으로나마 효과가 있다는 실험상의 증거가 최근에 드러났다.

### 기능분석 심리치료
또다른 치료법으로는 기능분석 심리치료(functional analytic psychotherapy)가 있다. 기능분석 심리치료에서는 회기 중 혹은 회기 이후에 발생하는 환자의 대인관계 문제를 분석한다. 주 목표는 치료사가 정하며, 내담자의 완화 및 개선에 필요한 행동도 포힘되어 있다. 치료사가 회기 중 발생하는 환자의 행동 패턴을 직접 다룬다는 점에서 기존의 심리치료와는 다르다.
환자나 내담자가 회기중에 보이는 행동들은 대인관계 의사소통이 빈약하다는 것을 보여주는 사례이며, 이들의 신경증적 방어 행동을 바로잡아야 한다고 본다. 이를 위해 치료사는 실제로 환자가 하는 행동에 대하여 개입하고, 환자가 자신의 행동이 치료사와의 관계에 어떤 영향을 주는지 피드백을 줘야 한다. 또한 치료사는 치료와 무관한 행동들을 표시해주는 식으로 도움을 준다. 이러한 행동은 '외부적 문제(Outside Problems)' 혹은 '외부적 개선(Outside Improvements)'이라고 한다. 치료사가 회기 이외의 문제나 개선에 도움을 줄 수 있고, 구술로 내담자를 지지해주며 최적의 행동 패턴을 길들일 수 있다. 이는 내담자를 변화시키거나 개선시키기 위하여 오랜 기간동안 내담자의 행동들을 일반화하는 작업을 통하여, 내담자가 회기 도중이나 회기 이외 시간에 진전되는 방식에도 반영될 수 있다.

### 내담자 및 치료사의 행동 코딩
이러한 작업을 '내담자와 치료사의 행동 코딩(coding client and therapist behavior)'이라 한다. 회기동안, 치료사는 억지로라도 내담자가 자신의 행동이나 판단 능력에 대하여 통찰할 수 있도록 주도하는 대화나 글들이 있다.
다음과 같은 예시가 있다. 대화는 가설적이다.(T = 치료사, C = 내담자) 이 코드화된 대화는 다은과 같이 문자화될 수 있다.
- 임상적으로 관련된 행동 유도(ECRB, Evoking clinically relevant behavior)
  - T: 오늘 여기 오는 것이 어떤 느낌이었는지 말씀해 주세요.(CRB2) C: 글쎄요 솔직히 긴장했어요. 어떻게 될지 걱정되기도 했지만 여기 와서 진짜 좋습니다.
- CRB1 – 회기 중 문제들
  - C: 무엇이든, 당신은 항상 그렇게 말하네요(조용해 진다.). 그렇게 많이 말하고도 내가 뭘 하고 있는지 몰라요.
- CRB2 – 회기 도중 개선
- TCRB1 – 내담자 문자에 대한 임상적 연관 반응(Clinically relevant response to client problems)
  - T: 지금 저로부터 도망치려 하시네요. 그러시면 저한테서 당장 필요하신 걸 드리기 어렵습니다. 지금 이야기하시면서 저에게서 무엇을 원하시나요?
- TCRB2 – 내담자 개선에 대한 반응들
  - T: 훌륭해요. 저와 함께 하시는 게 정말 기뻐요. 이야기해드리고 싶어요.[26]

#### functional ideographic assessment template
코딩 이외 다른 치료법은 functional ideographic assessment template, FIAT이다.  이는 기능분석 심리치료의 임상 과정을 일반화하는 방식으로 사용되었다. 이는 치료사의 노력을 혼합하여 행하며, 이 치료를 위한 초점인 행동들을 표현하는 것에 사용될 수 있다. FIAT 치료 사용은 내담자는 물론 치료사가 마음이 안정화된 가운데 기능분석 심리치료를 통해, 치료사는 안정적이고 정확한 의사소통 결과를 얻기 위한 언어를 만들어낼 수 있다.

## 유행병학
2001-2002년 미 국립 유행병학 조사의 데이터는 연극성 인격장애가 나타나는 비율이 1.84%라고 보고하였다.틀:Mcn 주요 성격 특질은 유전된 것이지만, 다른 특질은 유년기 경험이 포함된 유전과 환경이 혼합된 것에서 유래하였다. 이 성격은 남성보다 여성에게서 더 잘 보인다. 약 65%는 여성, 35%는 남성이다. 마시 케플런(Marcie Kaplan)은 자신의 저서 『한 여성이 본 DSM-III(A Women's View of DSM-III)』에서, 여성은 선입견 때문에 연극성 인격장애를 과잉진단되고 있으며, 건강한 여성조차도 자동적으로 진단되는 경우가 자주 있다고 주장하였다.
정신질환 진단 및 통계 편람(Diagnostic ans Statistical Manual of Mental Diseases, DSM)에 기재된 연극성 인격장애 증상은 기존에 보이던 여성적인 행동들을 과장한 것이다. 피어리뷰(peer review) 및 셀프리뷰(self-review) 연구에 의하면, 여성다움(femininity)은 연극성 인격장애, 의존성 인격장애(dependent personality disorder), 자기애성 인격장애(narcissistic personality disorder)와 연관되어 있다고 보았다. 실제로 연극성 인격장애 진단자의 2/3가 여성이지만, 약간의 예외가 있어 왔다. 발병 비율이 특정 임상 환경에서 여성의 비율보다 높은지 여부는 남성과 여성에서 각각 보이는 연극성 인격장애 발병율과는 무관한 요소들에 좌우된다. 환자들은 많은 사람들의 주목을 추구하는 경향이 더 크며, 질투와 타인에 대한 신뢰 결여로 인한 결혼문제를 야기한다. 이로 인해 이들은 결혼할 경우 이혼이나 별거 가능성이 더 높다. 연극성 인격장애와 문화 간의 직접적 인과관계를 찾는 일부 연구에서, 문화적 사회적 측면들은 연극성 인격장애 행동을 금지하거나 드러내는 역할을 한다.

## 역사
연극성 인격장애의 영문명 'histrionic personality disorder'는 에트루리아어로 '배우'를 의미하는 'histrio'에서 유래하였다. 히스테리(Hysteria)는 사람들 특히 집단이 경험하는 과장된 혹은 통제 불가한 감정으로 설명할 수 있다. 히스테리에 대한 신념은 시대에 따라 다양하였다. 지그문트 프로이트가 심리학적 방식으로 연구하기 전까지는 그렇지 않았다. “연극성 인격의 근원은 프로이트가 말하는 히스테리성 신경증(hysterical neurosis) 사례로까지 올라갈 수 있다.” 19세기 무렵 프로이트는 정신분석 이론을 개발하였으며 이로 인해 히스테리에 대한 개념이 새롭게 분화되었다. 그것은 전환 장애라고도 하는 히스테리성 신경증, 그리고 오늘날 연극성 인격장애라고 하는 히스테리성 성격(hysterical character)이다. 이 두 개념은 각각의 별개의 개념이기 때문에 서로 혼동되어서는 안된다.
연극성 인격장애는 연극성(히스테리성) 성격이라고도 한다. 연극성 성격은 지난 400년동안 진화되어 왔다. 정신질환 진단 및 통계 편람 제2판(DSM-II)에서 처음으로 'hysterical personality disorder'라는 이름으로 등장하였다. 오늘날 우리가 알고 있는 이름 'histrionic personality disorder'는 제3판(DSM-III)에서 바뀌어 등재되었다. 이러한 명칭 변경은 강렬한 성적 표현이나 빙의(demon possession)와 같은 히스테리의 부정적인 함의때문인 것으로 보인다.
연극성 인격장애는 많은 변화를 거쳤다. 히스테리, 히스테리성 성격, 히스테리성 인격장애(hysterical personality disorder)에서부터 현재 DSM-5에 기재된 바, "히스테리는 문헌에 기록된 가장 오래된 의학적 질병 중 하나이다"라고까지 이르고 있다. 히스테리는 고대 그리스와 이집트 문헌에서 발견된다. 대부분 문헌에서는 히스테리와 여성을 함께 결부시키며, 오늘날 연극성 인격장애의 유행병학이 여성에게 더 지배적으로 나타나고 있으며 여성이 자주 진단되고 있는 것과도 유사하다.

### 고대
- 고대 이집트 : 히스테리가 정신질환으로 처음 묘사된 것은 기원전 1900년 이집트로에서 기원을 찾을 수 있다. 여성의 자궁의 움직임과 같은 생물학적 요소가 히스테리의 원인으로 지목되었다. 히스테리의 증상과 특성은 현존하는 최고의 의학 문서인 에베루스 파피루스(Ebers Papyrus)에서도 보인다.[38]
- 고대 그리스 : 고대 그리스에서도 히스테리는 자궁 과 연관지어졌다. 기원전 5세기경의 히포크라테스가 처음으로 히스테리(hysteria)라는 용어를 사용하였다. 히포크라테스는 히스테리가 자궁의 움직임으로 인한 질병이라고 생각하였다. 고대 그리스어 '히스테라(ὑστέρα, hystera)'에서 uterus가 유래하였다. 히포크라테스의 이론은 여성의 신체는 따뜻하고 마른 남성의 신체에 비해 차고 습하기에, 자궁이 병들기 쉽다고 보았다. 그는 성교가 신체를 세척해준다고 보았으며, 감정이 과해지는 것도 성적 박탈때문이라고 보았다.[38]
- 히스토리 채널의 Ancients Behaving Badly에 의하면, 클레오파트라와 네로는 연극성 인격장애였다고 한다.[39]

### 중세
- 트로툴라(Trotula) : 12세기에 작성된 세 텍스트 묶음으로, 히스테리를 포함한 여성 질병을 기술하였다. 12세기 이탈리아 여성 의사 살레르노의 트로타(Trota of Salerno)는 트로툴라 문서 중 하나와 관련한 권위적인 인물이다. 문서 안에 기재된 치료와 이론은 트로타가 기술한 것이다. 일부는 트로타의 이론은 히포크라테스로부터 영향을 받았다고 본다.[38]

### 르네상스
- 이때에도 여전히 자궁은 히스테리와 연관되어 있다고 기술하였으며, 여성이 남성보다 열등하다는 개념이 여전히 존재하고 있었다. 히스테리는 여성성의 상징으로 보았다.[38]

#### 근대
- 17세기 토마스 윌리스(Thomas Willis)는 히스테리에 대한 새로운 개념을 창안하였다. 윌리스는 히스테리의 원인은 자궁이 아니라 뇌와 신경계와 관련있다고 보았다.[38]
- 히스테리는 세일럼 마녀재판 기간동안 발생한 사회적 갈등의 결과로 발생하였다.[38]
- 17세기 후반에서 18세기에 이르는 계몽시대에는 요술과 마법은 비합리적인 것이라고 여겨졌다. 히스테리는 과학적 신경학적 방식으로 구현되기 시작하였다. 이 시기 새로운 개념이 빌생하였고, 그 일환으로 히스테리가 뇌와 관련되어 있다면 여성뿐 아니라 남성도 히스테리가 있을 수 있다는 것이 주창되었다.[38]
- 18세기 프란츠 메스머(Franz Mesmer)는 자신이 개발한 '메스머리즘(mesmerism)' 혹은 동물자기설(animal magnetism)이라는 요법으로 환자들을 치료하였다.[38]
- 19세기 장-마르탱 샤르코(Jean-Martin Charcot)는 히스테리 치료에 관한 최면(hypnosis) 효과를 연구하였다. 샤르코는 히스테리가 신경학적 질병이며 남성에게도 흔하다고 언급하였다.[38]

### 현대
- 지그문트 프로이트(Sigmund Freud)와 요제프 브로이어(Josef Breuer)의 공저 『히스테리 연구(Studies on Hysteria)』는 히스테리의 정신분석학적 이론에 공헌하였다.
- 프로이트는 히스테리가 리비도(libido)적 진화의 결여에서 유래한다고 보았다.[38]

### 사회적 함의
연극성 인격장애가 여성에게서 지배적이라는 것은 현저한 사실이며 정상적인 정서적 행동의 문화적 언술에 대한 재평가를 강조한다. 정상적인 정서성에 대한 사회적인 이해를 참고하여 고려하였을 때, 진단적 접근방식은 연극성 인격장애 행동을 '과도한(excessive)' 것으로 분류한다.

## 같이 보기
- 인격장애
- 조현증
- 피해망상
- 과민반응
- 집단 심인성 질환